# قایق اژدر افکن اسماعیل
قایق اژدر افکن اسماعیل (به انگلیسی: Russian torpedo boat Ismail) یک کشتی بود که طول آن ۱۲۷ فوت ۷ اینچ (۳۸٫۸۹ متر) بود. این کشتی  در سال ۱۸۸۶ ساخته شد.